# Bodó
Bodó is een gemeente in de Braziliaanse deelstaat Rio Grande do Norte. De gemeente telt 2.592 inwoners (schatting 2009).